# Kings of Pop
Kings of Pop è il terzo album dei Home Grown, pubblicato nel 25 giugno 2002.

## Tracce
1. Tomorrow
2. I Love You, Not
3. Give It Up
4. Kiss Me, Diss Me
5. You're Not Alone
6. I'll Never Fall In Love
7. Second Best
8. Why Won't You Leave Me?
9. Cannot Stop the World
10. My Time Alone
11. Waiting on Me
12. Disaster

## Formazione
- John Tran - voce, chitarra ritmica
- Dan Hammond - chitarra solista
- Adam "Adumb" Lohrbach - basso, cori
- Darren Reynolds - batteria